# Kněževes (ort i Tjeckien, Södra Mähren)
Kněževes är en ort i Tjeckien.   Den ligger i regionen Södra Mähren, i den östra delen av landet, 150 km öster om huvudstaden Prag. Kněževes ligger 576 meter över havet och antalet invånare är 187.
Terrängen runt Kněževes är varierad, och sluttar österut.Runt Kněževes är det ganska tätbefolkat, med 86 invånare per kvadratkilometer. Närmaste större samhälle är Svitavy, 19,0 km norr om Kněževes. Omgivningarna runt Kněževes är en mosaik av jordbruksmark och naturlig växtlighet.